# Carlos Aured
Carlos Aured Alonso, artísticament Carlos Aured (Los Alcázares, 22 de gener de 1937 - Dénia, 3 de febrer de 2008), va ser un director de cinema i guionista espanyol especialment vinculat als gèneres de cinema de terror, fantaterror i de destape.

## Biografia
Els seus primers passos en el món artístic van ser en produccions teatrals i, posteriorment, sota la direcció de Gustavo Pérez Puig en Televisió Espanyola. A mitjans de l'dècada de 1960 va començar a treballar al cinema espanyol inicialment com meritori i posteriorment com assistent de direcció. Com a assistent va treballar amb directors com Luis García Berlanga (¡Vivan los novios!), León Klimovsky (Los hombres las prefieren viudas, La noche de Walpurgis i La casa de las chivas) o Rafael Moreno Alba (Las melancólicas).
| «                                     | "Vaig ser el seu ajudant en unes sis pel·lícules. Era un meravellós artesà del cinema i manejava a la perfecció la càmera, el muntatge, els pressupostos... Al seu costat jo vaig aprendre segurament el 90% del que sé." | » |
| — Carlos Aured (sobre León Klimovsky) | |   |

A La noche de Walpurgis (1971) va començar la seva col·laboració amb Paul Naschy i la carrera d'Aured es va encaminar llavors cap el fantaterror. Aured va debutar com a director amb El retorno de Walpurgis (1973), seqüela de La noche de Walpurgis, de nou protagonitzada per Naschy, a qui tornaria a dirigir a El espanto surge de la tumba (1973) i La venganza de la momia (1975).
| «                                        | "Amb Paul era molt fàcil treballar. A pesar que en aquella època tenia molta millor posició que jo en la indústria, des del primer moment es va posar a les meves mans per complet i sense reserves. Va ser com sempre tot un professional i gran actor. Haig de ressaltar que la meva primera oportunitat com a director la hi dec, en part, a Naschy. Que tenint ja una categoria va acceptar treballar amb un novençà i va escriure un dels seus millors guions." | » |
| — Carlos Aured (sobre Paul Naschy, 2006) | |   |

Després de la finalització de la dictadura de Francisco Franco i l'eliminació de la censura cinematogràfica Aured va començar una nova etapa com a director de cinema de destape. El director murcià va contribuir al gènere amb pel·lícules eròtiques com ¡Susana quiere perder... eso! (1977), La frígida y la viciosa (1981), El fontanero, su mujer, y otras cosas de meter... (1981) o Apocalipsis sexual (1981) en la qual va dirigir a Lina Romay i a l'actriu transsexual Ajita Wilson.
| «                                                    | "Ella era encantadora, bella i molt professional. La resta no importa." | » |
| — Carlos Aured (sobre Ajita Wilson a Sinister Tales) |                                                                         |   |

A mitjan dècada de 1980 va tornar al cinema de terror amb dues noves pel·lícules: El enigma del yate (1983) i Atrapados en el miedo (1985) que van tenir una acollida discreta. Retirat de la direcció va prosseguir en labors de producció per a diferents coproduccions com Leviatán (1984) de l'italià Claudio Fragasso protagonitzada per Alice Cooper i Victoria Vera, Cosmos mortal/Alien Predator (1985) opera prima de Deran Sarafian que és un cinema d'explotació de la reeixida saga Alien (1979), o Eliminators (1986) de Peter Manoogian encara que algunes fonts assenyalen que la va dirigir Aured sense ser acreditat.
| «                                            | "És una història a l'estil Halloween o Divendres 13, senyor que s'escapa d'un manicomi i és indestructible. No era gens original, però volia imprimir-li quelcom diferent i va sortir una mala còpia. No hi havia pressupost, una vegada més." | » |
| — Carlos Aured (sobre Atrapados en el miedo) | |   |

Posteriorment es va retirar del cinema i entre 1992 i 2002 va treballar per a Canal + i Sogecable com a responsable de la programació de cinema pornogràfic, en la primera ocasió en què una televisió d'Espanya emetia el gènere, aconseguint convertir-se en una dels seus més coneguts senyals d'identitat.
| «              | "L'examen de consciència va ser duríssim: ni estava content amb el meu treball com a director, encara que ara m'he reconciliat en part, ni tenia diners. Els anys passaven augurant un futur incert i poc atractiu. Així doncs, vaig decidir buscar treball fix i amb seguretat social. D'aquesta manera vaig aterrar a Canal+ abans que comencessin les seves emissions. Des de 1992 fins al 2002 he treballat per Sogecable, sent molt feliç, veient molt cinema i aprenent molt sobre el vídeo." | » |
| — Carlos Aured | |   |

Tanmateix el 2007 Aured va tornar a col·laborar amb Paul Naschy en el guió i la direcció de la pel·lícula de temàtica vampírica Empusa (2010). Entusiasmat al principi Aured acabaria abandonant el projecte, que acabaria obtenint fama de "maleït", a causa dels problemes sorgits durant el seu rodatge i la mort d'alguns dels seus artífexs abans de l'estrena. Després de passar pel Festival Internacional de Cinema Fantàstic de Sitges de 2010, després de les morts de Naschy i Aured, s'estrenaria comercialment en 2014.
| «                                                                       | "Un reconeixement al treball realitzat sempre és molt agradable, per descomptat. Estava donant les gràcies a tothom, davant de la premsa… i em van saltar les llàgrimes. Vaig haver de parar. En part plorava per satisfacció, però també sentia dolor, perquè llavors, quan jo feia aquelles pel·lícules, mai vaig tenir un reconeixement de ningú: ni de productors, que únicament estaven preocupats perquè cada pel·lícula fos més barata que l'anterior, ni de la professió, ni per descomptat la premsa, probablement perquè no els donava titulars." | » |
| — Carlos Aured (sobre el seu premi honorífic Algeciras Fantástika 2005) | |   |

Aured va morir, víctima d'un infart de miocardi, a Dénia –n residia– el diumenge 3 de febrer de 2008. En el moment de la seva mort tenia 71 anys.
| «                                       | "Alguns dels seus films són de culte. Tenia talent, però els condicionants de mercat el van atropellar obligant-lo a fer cinema per a menjar més enllà de les expectatives que ell tenia. Sempre va voler un xic més que no arribava. Fins i tot els nostres diversos projectes conjunts eren esborrats d'un cop de ploma. D'ell vaig aprendre molt. Aquest llibre és un deute que jo tenia amb ell més que una reivindicació." | » |
| — Miguel Ángel Plana sobre Carlos Aured | |   |

## Filmografia parcial

### Director
- El retorno de Walpurgis (1973)
- El espanto surge de la tumba (1973)
- La venganza de la momia (1973)
- Los fríos senderos del crimen (1974)
- Los ojos azules de la muñeca rota (1974)
- La noche de la furia (1974)
- ¡Susana quiere perder... eso! (1977)
- Le plombier de ces dames (1981)
- La frígida y la viciosa (1981)
- El fontanero, su mujer, y otras cosas de meter... (1981)
- Apocalipsis sexual (1982)
- De niña a mujer (1982)
- El hombre del pito mágico (1983)
- El enigma del yate (1983)
- Atrapados en el miedo (1985)

### Ajudant de direcció
- Algunas lecciones de amor (1966)
- Los pistoleros de Paso Bravo (1968)
- Los hombres las prefieren viudas (1970)
- ¡Vivan los novios! (1970)
- Las melancólicas (1971)
- La noche de Walpurgis (1971)
- La casa de las chivas (1972)

### Guionista
- ¡Susana quiere perder... eso! (1977)
- La frígida y la viciosa (1981)
- El fontanero, su mujer, y otras cosas de meter... (1981)
- Safari erótico (1981)
- Bellas, rubias y bronceadas (1981)
- Apocalipsis sexual (1982)
- El triunfo de un hombre llamado Caballo (1983)
- El hombre del pito mágico (1983)
- Atrapados en el miedo (1985)
- Empusa (2010) (sense acreditar)

### Productor
- Leviatán, de Claudio Fragasso (1984)
- Cosmos mortal, de Deran Sarafian (1985)